# Glandularia pulchella
Glandularia pulchella là một loài thực vật có hoa trong họ Cỏ roi ngựa. Loài này được (Sweet) Tronc. mô tả khoa học đầu tiên năm 1964.